# Katrja Hrynewytschewa

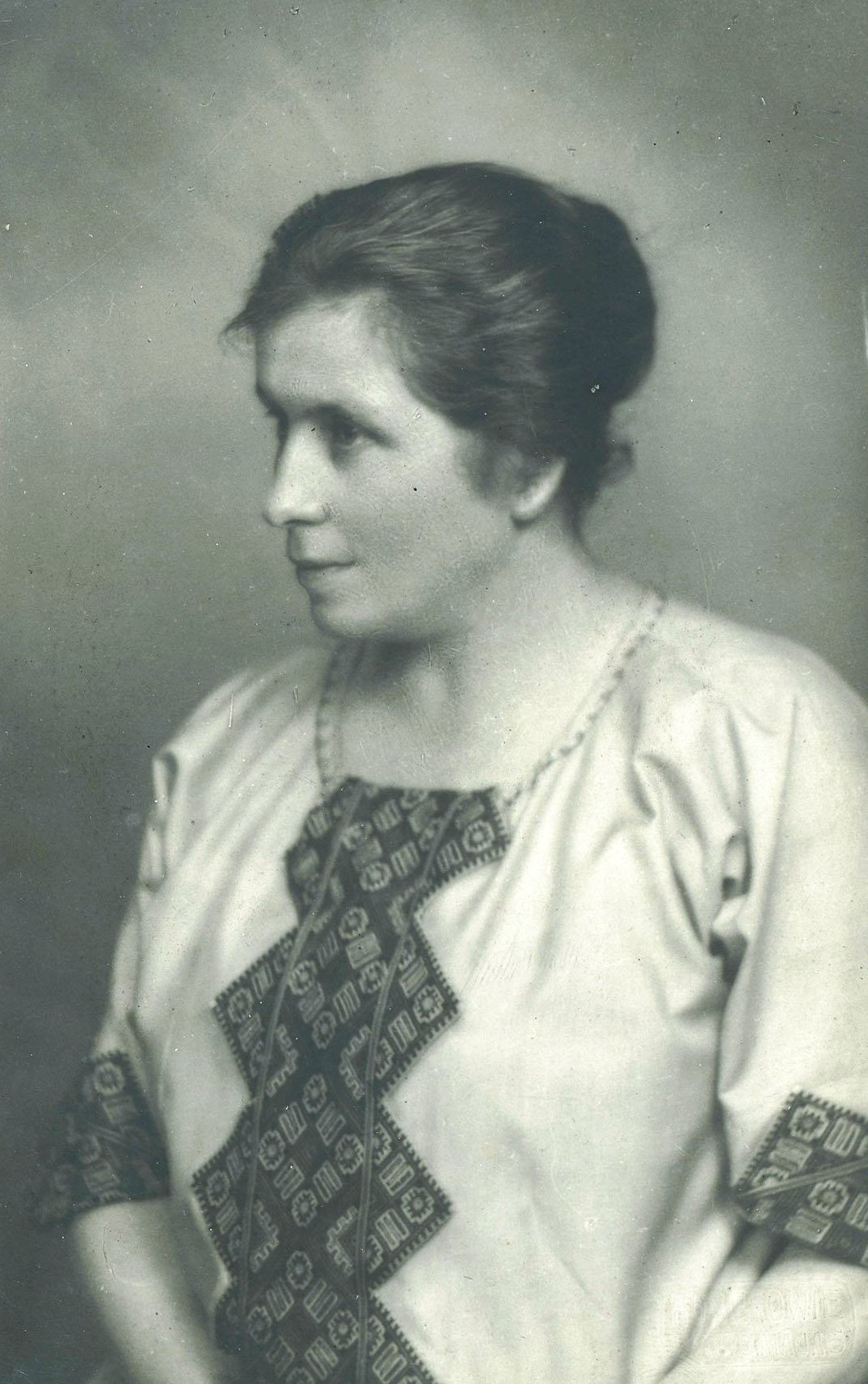
Katrja Hrynewytschewa

Katrja Hrynewytschewa (ukrainisch Катря Гриневичева, bürgerlich Kateryna Wassyliwna Hrynewytsch, ukrainisch Катерина Василівна Гриневич, * 19. November 1875 in Wynnyky, Galizien; † 26. Dezember 1947 in Berchtesgaden) war eine ukrainische Schriftstellerin, Herausgeberin und Lehrerin.

## Biografie
Im Alter von drei Jahren zogen Hrynewytsch und ihre Eltern nach Krakau. Hier absolvierte sie eine Volksschule und ein polnisches Lehrerseminar. Das Seminar bot eine zusätzliche ukrainische Sprachausbildung für Lehrer an, die dann nach Ostgalizien geschickt wurden. Sie lernte Ossyp Hrynewytsch kennen, der als Lehrer in Lwiw heiratete, und zog mit ihm die Stadt. Mit der Ermutigung durch Wassyl Stefanyk und Iwan Franko begann sie, Gedichte und Prosa auf Ukrainisch zu schreiben. Franko veröffentlichte ihre ukrainischen Gedichte im Literarisch-wissenschaftlichen Herold und führte sie in den Kreis der Lwiwer Schriftsteller ein.
Drei von ihren Büchern wurden bis 1902 von der Proswita und der Ruthenischen Pädagogischen Gesellschaft veröffentlicht. 1909 beauftragte diese Gesellschaft sie mit der Herausgabe der Kinderzeitschrift Dswinok, die in Galizien und der Dnepr-Ukraine beliebt wurde. In der Zeitschrift wurden Hrynewytschs historische Geschichten für junge Leute veröffentlicht.
Zu Beginn des Ersten Weltkriegs traten ihre beiden Söhne als Jäger der Ukrainischen Legion bei und sie landete zusammen mit anderen galizischen Flüchtlingen in einem Lager für Kriegsflüchtlinge in Gmünd. Das Leben im Lager beschrieb sie in ihrer Erzählungssammlung „Die Unbesiegbare“ (1926). Dann arbeitete sie in einem Lager in Greding als Lehrerin. 1917 kehrte Hrynewytsch nach Lwiw zurück, wo sie den Novemberaufstand 1918 im Zuge der Auflösung Österreich-Ungarns miterlebte und in der Redaktion der Zeitung Ukrajinske slowo arbeitete. Nach dem Abzug der galizischen Armee blieb sie in der Stadt und arbeitete als Lehrerin. 1920 kehrten ihre Söhne aus dem Krieg zurück. 1922 wurde Hrynewytsch zur Vorsitzenden der Ukrainischen Frauenunion gewählt und behielt diese Position zwei Jahre.
1935 wurde in Lwiw Hrynewytschs Geschichte Der Sechsflügelige über die Ära von Roman von Galizien-Wolhynien veröffentlicht. Ihr ging die Geschichte Unterschlupf in der Sonne voraus, die die Wechselfälle des Kampfes um Galizien nach dem Tod des Fürsten Roman zu Beginn des 13. Jahrhunderts beschreibt. 1928 wurde diese Geschichte in Charkiw mit Illustrationen von Mykola Samokysch neu veröffentlicht.
Sie wohnte zu Beginn des Zweiten Weltkriegs in Nadwirna, das unter sowjetische Besatzung fiel. Es begannen Verhaftungen ukrainischer Nationalisten und öffentlicher Personen. Einer der ersten Verhafteten war Hrynewytschs Bruder Walerij, ein Anwalt in Nadwirna. Er wurde in ein Bergwerk im Donezbecken gebracht, wo er gefoltert wurde. Hrynewytsch stand wegen ihres nationalistischen Schreibstils unter Beobachtung. Es wurde zwischen der sowjetischen und der deutschen Regierung eine Bedingung geschlossen, auf deren Grundlage die Sowjets Personen „deutscher Herkunft“ die Ausreise in den Westen in das von den Deutschen besetzte Gebiet gestatteten. Hrynewytsch musste fiktive Zertifikate über ihre angeblich deutschen Vorfahren erhalten und sich auf dieser Grundlage für die Ausreise nach Deutschland anmelden.
Ende Januar 1940 fuhr sie mit dem Zug in deutsch besetztes Gebiet und wurde später nach Thüringen geschickt. Nach einigen Monaten wurde die Familie Hrynewytsch, die sich weigerte, die deutsche Staatsbürgerschaft anzunehmen, in das Generalgouvernement geschickt. Ihr Sohn Jaroslaw wurde von der Geheimen Staatspolizei verhaftet und zur Zwangsarbeit nach Deutschland gebracht. 1944 begannen Hrynewytsch und ihre Familienangehörigen ihre zweite Flucht in den Westen. Sie erreichten die amerikanische Besatzungszone und landeten in einem Displaced-Person-Lager in Karlsfeld.
Hrynewytsch hatte Diabetes, erlitt einen Schlaganfall und brach sich im August 1947 ein Bein. Sie wurde in das Berchtesgadener Bezirkskrankenhaus eingeliefert, wo sie operiert wurde. Sie starb im Dezember 1947 und wurde in Berchtesgaden auf dem Alten Friedhof beigesetzt.